# Austropurcellia capricornia
Espèce
Synonymes
- Neopurcellia capricornia Davies, 1977

Austropurcellia capricornia est une espèce d'opilions cyphophthalmes de la famille des Pettalidae.

## Distribution
Cette espèce est endémique du Queensland en Australie. Elle se rencontre vers Finch Hatton.

## Description
Le mâle holotype mesure 2,00 mm et la femelle paratype 2,20 mm.

## Systématique et taxinomie
Cette espèce a été décrite sous le protonyme Neopurcellia capricornia par Davies en 1977. Elle est placée dans le genre Austropurcellia par Boyer et Giribet en 2007.

## Étymologie
Son nom d'espèce lui a été donné en référence au lieu de sa découverte, le tropique du Capricorne.

## Publication originale
- Davies, 1977 : « Neopurcellia capricornia, a new opilionid (Opiliones: Cyphophthalmi: Sironidae: Sironinae) from Queensland Australia. » Memoirs of the Queensland Museum, vol. 18, no 1, p. 61–63 (texte intégral).